# December 2024
Dit artikel geeft een chronologisch overzicht van de belangrijkste gebeurtenissen per dag in de maand december van het jaar 2024.

## Gebeurtenissen

### 7 december
- De Notre-Dame van Parijs wordt heropend voor het publiek.[1]

- Er vindt een explosie plaats bij een appartement in Den Haag door een aanslag. Zie Aanslag in Den Haag op 7 december 2024.

### 14 december
- Oud-voetballer Micheil Kavelasjvili wordt in een besloten stemming tot president van Georgië gekozen. Zijn verkiezing wordt door de oppositie betwist en wordt door westerse landen niet erkend. Zie Georgische presidentsverkiezing 2024.

### 20 december
- Een auto reed in op de kerstmarkt in het Duitse Maagdenburg. Er vielen 6 doden en meer dan 200 gewonden.[2]

## Overleden
← · januari · februari · maart · april · mei · juni · juli · augustus · september · oktober · november · december ·  →